# Dainius Kepenis

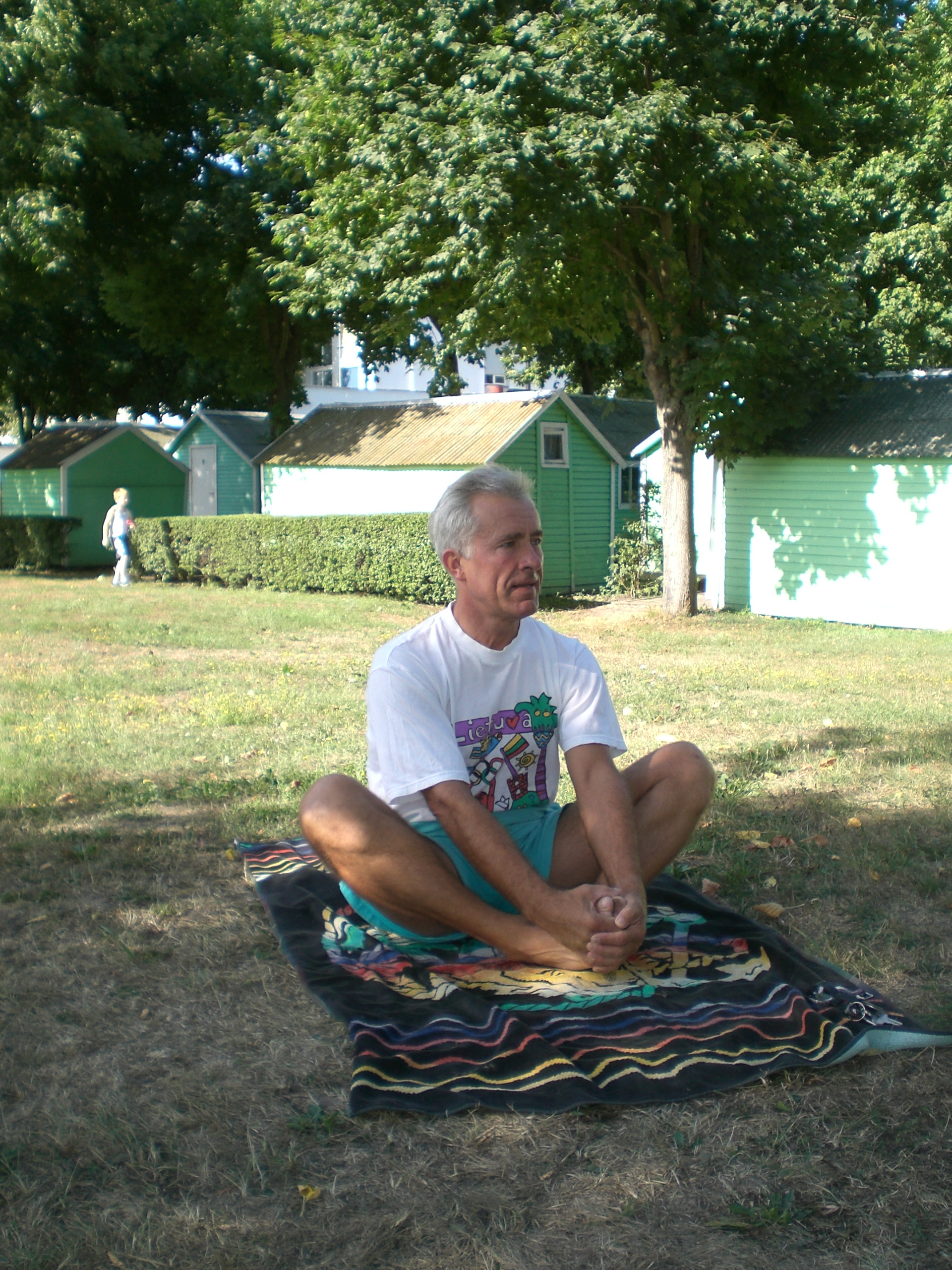
Dainius Kepenis im August 2006

Dainius Kepenis (* 18. August 1952 in Klaipėda) ist ein litauischer Politiker.

## Leben
Nach dem Abitur 1970 an der Kristijonas-Donelaitis-Mittelschule Klaipėda absolvierte er von 1970 bis 1974  das Diplomstudium mit Auszeichnung am Kūno kultūros institutas in Kaunas und wurde Sportlehrer. Er arbeitete auch als Sport-Trainer und leitete als Direktor die Segelschule Klaipėda  und von 1982 bis 1988 als Vorsitzender das Sportkomitee Palanga. Danach lebte er in Vilnius. Dort leitete er eine Abteilung der nationalen Sportbehörde in Sowjetlitauen.
Kepenis interessierte sich für die Gesundheitsförderung und lebte ab 1989 in Palanga, wo er 1990 die Gesundheitsschule errichtete und leitete. Seit 1990 leitet er den Verband Lietuvos sveikuolių sąjunga.
Am 23. Oktober 2016 wurde er zum Seimas als LVŽS-Kandidat gewählt.
Er war Mitglied der Lietuvos krikščionių demokratų sąjunga und ist Mitglied und stellv. Vorsitzender von Lietuvos valstiečių ir žaliųjų sąjunga.

## Familie
Seit 1974 ist er verheiratet. Mit Frau Regina hat er zwei Söhne.